# Protosticta caroli
Protosticta caroli är en trollsländeart som beskrevs av Van Tol 2008. Protosticta caroli ingår i släktet Protosticta och familjen Platystictidae. IUCN kategoriserar arten globalt som otillräckligt studerad. Inga underarter finns listade i Catalogue of Life.